# Mary Rand
Mary Denise Bignal-Rand (Toomey, Reese) (Wells, 10 febbraio 1940) è un'ex lunghista, multiplista e velocista britannica.

## Biografia
Figlia di Eric e Hilda Bignal, studiò alla Millfield School. Ai Giochi della XVIII Olimpiade vinse l'oro nel salto in lungo ottenendo un risultato migliore della polacca Irena Kirszenstein (medaglia d'argento) e della sovietica Tat'jana Ščelkanova.
Nelle stesse olimpiadi vinse una medaglia d'argento nel Pentathlon  e una di bronzo nella staffetta 4 x 100 m

## Palmarès
| Anno | Manifestazione          | Sede     | Evento         | Risultato | Prestazione | Note            |
| ---- | ----------------------- | -------- | -------------- | --------- | ----------- | --------------- |
| 1958 | Giochi del Commonwealth | Cardiff  | 4×100 metri    | Argento   |             |                 |
| 1964 | Giochi olimpici         | Tokyo    | Salto in lungo | Oro       | 6,76 m      | Record mondiale |
| 1964 | Giochi olimpici         | Tokyo    | Pentathlon     | Argento   |             |                 |
| 1964 | Giochi olimpici         | Tokyo    | 4×100 metri    | Bronzo    |             |                 |
| 1966 | Giochi del Commonwealth | Kingston | 4×100 metri    | Oro       |             |                 |